# ناتالی گاوسی
ناتالی رز گاوسی (زاده ۲۶ نوامبر ۱۹۸۱) یک موسیقی‌دان، تهیه‌کننده و معلم استرالیایی است. گاوسی در کالج هنرهای ویکتوریایی تحصیلات موسیقی را انجام داد، گروه خود را تشکیل داد که در ملبورن کنسرت اجرا می‌کرد، در حالی که به عنوان معلم موسیقی نیز کار می‌کرد.
ناتالی گاوسی در ۲۶ نوامبر ۱۹۸۱ به دنیا آمد و در ملبورن بزرگ شد. پدرش مالتی است و در مارسا، مالت به دنیا آمده و مادرش ایتالیایی است. گاوسی بزرگ‌ترین فرزند با دو خواهر و برادر است.